# 生きちゃった
『生きちゃった』（いきちゃった、英題:All the Things We Never Said）は、映画製作の原点回帰をコンセプトにアジアの監督が集結し「B2B（Back to Basics）A Love Supreme」=「原点回帰。至上の愛」の一環として制作された石井裕也によるオリジナル脚本・監督の日本の映画作品。2020年10月3日公開。

## 概要
『舟を編む』、『バンクーバーの朝日』、『町田くんの世界』などで知られる石井裕也監督がプロデュース・脚本・監督を務めた作品である。2019年6月に上海国際映画祭にて発表されたプロジェクト「B2B（Back to Basics）A Love Supreme（原点回帰。至上の愛）」は、香港国際映画祭（HKIFFS）と中国のHeaven Picturesが共同出資し、各映画製作者に同じ予算が割り当てられ、「映画製作の原点回帰」を探求するというコンセプトのもとで製作された。本作は日本のほか、中国および香港、台湾、マカオ、韓国など、世界各国の劇場での公開が決まっている。主演に仲野太賀が抜擢された。音楽はGOING UNDER GROUNDの元メンバーであり作曲家の河野丈洋が担当、仲野太賀と若葉竜也が歌う主題歌「夏の花」の作詞・作曲も手がけた。レイティングはR15+となっている。第42回ぴあフィルムフェスティバル（PFF）招待作品部門に出品、世界最速上映された。さらに、第25回釜山国際映画祭「アジアの窓」部門への出品が決定した。

### 「原点回帰。至上の愛」作品タイトル・監督一覧
- 「河」ツァイ・ミンリャン[9]／台湾[10]
- 「慶州（キョンジュ）ヒョンとユニ」チャン・リュル／韓国中国
- 「ホメられないかも」ヤン・ジン／中国
- 「Love Conquers All（原題）」タン・チュイムイ／マレーシア
- 「九龍猟奇殺人事件」フィリップ・ユン／香港
- 「生きちゃった」石井裕也／日本

## あらすじ
幼なじみの妻・奈津美と5歳の娘・鈴と暮らす山田厚久は平凡だがそれなりの生活をおくっていた。厚久には幼なじみの武田がいる。ある日、会社を早退して帰宅すると、妻と見知らぬ男が情事にふけっているところを目撃する。あまりにも急な出来事に戸惑いを隠せない厚久は自らの感情に蓋をするしかできなかった。その日を境に厚久と奈津美、武田の関係は歪んでいき、予期せぬ方向へと向かっていく…。

## 登場人物
- 山田厚久 - 仲野太賀

妻と5歳の娘がいる。
- 山田奈津美 - 大島優子[11]

厚久の妻。
- 山田透 - パク・ジョンボム（英語版）

厚久の兄。
- 洋介 - 毎熊克哉

奈津美の不倫相手。
- 山田鈴 - 太田結乃

厚久と奈津美の娘。
- 飯村早智子 - 柳生みゆ

厚久の元恋人。
- レ・ロマネスクTOBI - TOBI

レ・ロマネスク
- レ・ロマネスクMIYA - MIYA

レ・ロマネスク
- 刑事 - 芹澤興人

“ある事件”に関わる男。
- 人殺しの男 - 北村有起哉

“ある事件”に関わる男。
- 杉田美幸 - 原日出子

奈津美の母。
- 田代 - 鶴見辰吾

奈津美の運命を左右する男。
- 山田花子 - 伊佐山ひろ子

厚久と透の母。
- 山田十郎 - 嶋田久作

厚久と透の父。
- 武田 - 若葉竜也

厚久と奈津美の幼なじみ。

## スタッフ
- 監督・脚本 - 石井裕也
- プロデューサー - 石井裕也
- 共同プロデューサー - 永井拓郎、北島直明（日本テレビ）
- ラインプロデューサー - 榊田茂樹
- 撮影 - 加藤哲宏
- 照明 - 上嶋ゆきお
- 録音 - 小松将人
- 美術 - 高橋努
- 装飾 - 池田亮平
- 音楽 - 河野丈洋
- 助監督 - 石井純
- ヘアメイク - 須賀元子
- 衣装 - 立花文乃
- 編集 - 普嶋信一
- 効果 - 柴崎憲治
- キャスティング - おおずさわこ
- 制作 - RIKIプロジェクト、ビッグアーチ
- 製作 - 『生きちゃった』製作委員会
- 宣伝 - FINOR
- 配給 - フィルムランド
- Presented by Heaven Pictures Hong Kong
- Co produced by The Hong Kong International Film Festival Society
- Presented by LUO FANG
- Producer YANG JIN
- Project Director JACOB WONG
- Executive Producer JING LEE

## 上映
2020年9月12日、第42回ぴあフィルムフェスティバル（PFF）招待作品部門オープニング作品ワールドプレミア。2020年10月3日ユーロスペースほか、全国順次公開。

## 出品
- 第42回ぴあフィルムフェスティバル 招待作品部門
- 第25回釜山国際映画祭「アジアの窓」部門